# Les Tres Torres
Les Tres Torres (in italiano "Le Tre Torri") è un quartiere residenziale che si trova nel distretto di Sarrià-Sant Gervasi a Barcellona.

## Storia
Originariamente l'area era un terreno non edificato situato tra i villaggi di Sarrià e Sant Gervasi de Cassoles e noto nell'Ottocento con il nome di Nena Cases. Lo sviluppo del quartiere iniziò con la costruzione, tra il 1901 e il 1903, di tre grandi residenze, di cui una è ancora esistente, che diedero il nome al nuovo quartiere.
Nel 1906 venne inaugurata la stazione Les Tres Torres sulla linea ferroviaria che collegava Sarrià a Barcellona, dando ulteriore impulso al quartiere. La linea venne interrata nel 1952 e oggi la via Augusta ne segue il percorso, dividendo in due il quartiere. 
Nel quartiere si trovava anche lo Stadio di Sarriá in cui ha giocato l'Espanyol dal 1923 al 1997 e che ha ospitato le partite del girone C della seconda fase della Coppa del mondo di calcio 1982 in cui si affrontarono l'Argentina, il Brasile e l'Italia, poi vincitrice del torneo.
Les Tres Torres copre un'area di 0,8 km2 e ha una popolazione di 16.486 abitanti.
Tra gli edifici degni di nota si segnalano: il Collegio Teresiano, una delle prime opere di Antoni Gaudí iniziata nel 1887 e Casa Muley Afid, costruita da Josep Puig i Cadafalch per il sultano marocchino Mulay Abd al-Hafiz.